# Lucinda Williams (album)
Lucinda Williams è il terzo ed eponimo album in studio della cantautrice statunitense Lucinda Williams, pubblicato nel 1988.

## Tracce
Tutte le tracce sono state scritte da Lucinda Williams, eccetto dove indicato.

1. I Just Wanted to See You So Bad – 2:25
2. The Night's Too Long – 4:15
3. Abandoned – 3:45
4. Big Red Sun Blues – 3:27
5. Like a Rose – 2:37
6. Changed the Locks – 3:39
7. Passionate Kisses – 2:35
8. Am I Too Blue – 2:55
9. Crescent City – 3:01
10. Side of the Road – 3:27
11. Price to Pay – 2:46
12. I Asked for Water (He Gave Me Gasoline) (Chester Burnett) – 3:43